# João Soares (basket-ball)
Ne pas confondre avec le joueur de tennis João Soares.
João Soares, né le 27 mars 1990, à Ovar, au Portugal, est un joueur portugais de basket-ball. Il évolue au poste d'ailier et mesure 2,02 m.
Actuellement il joue au Portugal, en 1re division portugaise la Ligue UZO avec l'équipe de Lisbonne, Benfica.

## Clubs successifs
- 2006 - 2007 :  Basquete Clube Ovar (CNB1)
- 2007 - 2008 :  Ovarense Aerosoles (LPB)
- 2008 - 2009 : 
  -  Partizan Belgrade (Serbia-A League)
  -  KK Mega Vizura (Serbia-A League)
- 2009 - 2012 :  FC Porto (LPB)
- 2012 - 2013 :  Planasa Navarra (LEB Gold)
- 2013 - 2014 :  UD Oliveirense (LPB)
- 2014 -              :  Benfica (LPB)